# Pavel Andreevič Šuvalov (1830-1908)
Conte Pavel Andreevič Šuvalov (in russo Павел Андреевич Шувалов?; Lipsia, 25 novembre 1830 – Jalta, 7 aprile 1908) è stato un politico e generale russo.

## Biografia
Era il figlio del conte Andrej Petrovič Šuvalov (1802-1873), e di sua moglie, Tekla Ignat'evna Valentinovič (1801-1873), vedova del principe Platon Aleksandrovič Zubov.

## Carriera
Il 26 maggio 1849 venne promosso al grado di cornetta e fu arruolato nel reggimento di cavalleria. In quello stesso anno, partecipò alla campagna contro gli ungheresi marciando verso i confini occidentali, ma non prese parte alle operazioni militari contro i ribelli.
L'11 luglio 1854 è stato nominato aiutante di campo del granduca Nikolaj Nikolaevič, e ha partecipò alla guerra di Crimea. Nel settembre e nell'ottobre 1854 era al quartier generale dell'esercito meridionale del principe Michail Dmitrievič Gorčakov, e dall'ottobre 1854 al febbraio 1855 partecipò l'assedio di Sebastopoli e nella battaglia di Inkerman.
Il 12 aprile 1859 venne promosso a capitano e pochi giorni dopo è stato nominato membro dal Ministero della Difesa. Per i suoi eccellenti incarichi diplomatici presso la corte francese, il 17 aprile 1860, venne promosso a colonnello. Il 25 maggio 1863 venne nominato comandante del reggimento 1º reggimento di fanteria, prendendo parte alla repressione della rivolta polacca.
Il 30 agosto 1864 è stato promosso a maggior generale con l'iscrizione al seguito di Sua Maestà, mentre il 24 novembre 1864 venne nominato comandante del reggimento Semënovskij. Partecipò alla guerra russo-turca del 1877-1878.

### Carriera diplomatica
Šuvalov entrò nel servizio diplomatico il 1º aprile 1885 ed è stato nominato ambasciatore a Berlino. In questa veste, è stato nel 1887 uno dei firmatari, insieme al cancelliere tedesco Otto von Bismarck del Trattato di controassicurazione fra l'Impero russo e quello tedesco. Ha ricoperto questo incarico fino al 1894.
Apprezzò personalmente la posizione di Guglielmo I e Guglielmo II, ed era un sostenitore del riavvicinamento tra la Russia e la Germania. Il 30 agosto 1887 venne promosso a generale di fanteria.

### Governatore di Varsavia
Il 13 dicembre 1894 divenne Governatore Generale e Comandante del Distretto Militare di Varsavia, carica che ricoprì fino al 12 dicembre 1896. Il 14 maggio 1896 è stato nominato membro del Consiglio di Stato, ma non partecipò alle attività del consiglio. Dopo la morte di Alessandro III, andò in pensione.

## Matrimoni

### Primo matrimonio

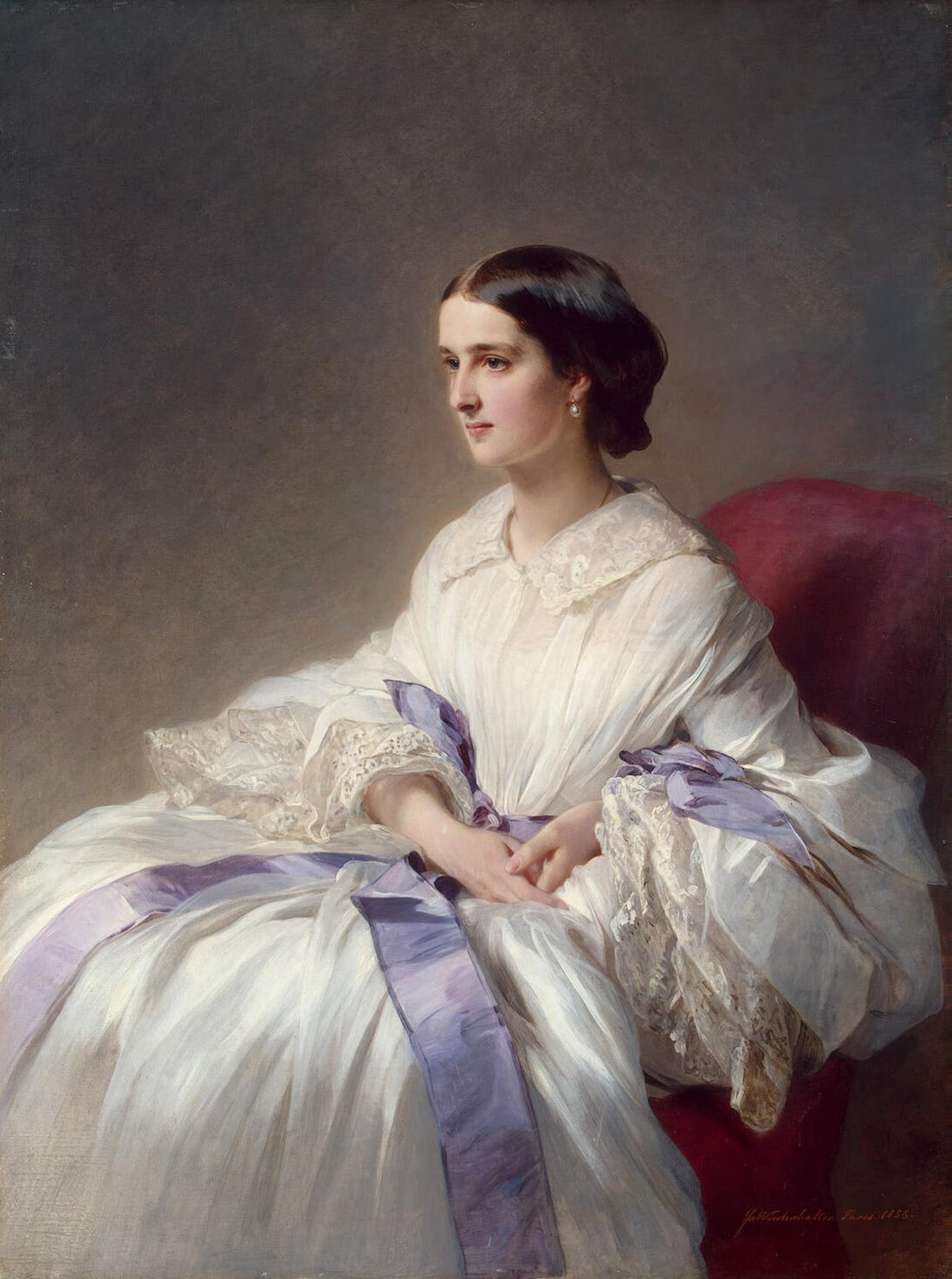
Ritratto di Ol'ga Ėsperovna Belosel'skaja-Belozerskaja, di Franz Xaver Winterhalter, 1858.

Sposò, il 25 luglio 1855, la principessa Ol'ga Ėsperovna Belosel'skaja-Belozerskaja (1838-1869), figlia di Ėsper Aleksandrovič Belosel'skij-Belozerskij. Ebbero sei figli:
- Andrej Pavlovič (1856-1857);
- Elena Pavlovna (1857-1943), sposò Feofil Egorovič Mejendorf, ebbero tredici figli;
- Pavel Pavlovič (1859-1905);
- Pëtr Pavlovič (1861-1862);
- Tekla Pavlovna (1863-1939), sposò il tenente generale Gustav Ėrnestovič Štakel'berg;
- Marija Pavlovna (1865-1951).

### Secondo matrimonio
Nel 1877 sposò Marija Aleksandrovna Komarova (10 marzo 1852-28 aprile 1928), figlia di un professore dell'Istituto di ingegneria ferroviaria e di Marija Nikolaevna, figlia di Nikolaj Lukas, presunto figlio illegittimo di Alessandro I. Ebbero tre figli:
- Sof'ja Pavlovna (1877-1917), sposò il principe Grigorij Petrovič Volkonskij;
- Aleksandr Pavlovič (1881-1935), sposò la principessa Elena Pavlovna Demidova;
- Ol'ga Pavlovna (1882-1939), sposò Vasilij Olsufev.

## Morte
Morì il 7 aprile 1908 a Jalta.